# 廣田俊彦
廣田 俊彦（ひろた としひこ）は日本のボディービルダー、カイロプラクター。
現役時代にはJBBFの日本ボディビル選手権大会（ミスター日本）で常に上位に入っていた、日本でもトップクラスのボディービルダーである。
1996年、世界選手権（Mr.ユニバース）ライト級3位入賞。
1997年、第5回ワールドゲームズ（フィンランド・ラハティ）のボディビル・ライト級においてアメリカのクリス・フェイルドを破り、優勝。
夫人ゆみもボディービルダー。

## 主な出演作品

### 番組
- 「ZONE」（TBS）
- 「すぽると!」（フジテレビ）
- 「@サプリッ!」（日本テレビ）